# Crusade:Zero
Crusade:Zero è il nono album in studio del gruppo musicale death metal polacco Hate, pubblicato nel 2015.

## Tracce
1. Vox Dei (A Call from Beyond) – 1:36
2. Lord, Make Me an Instrument of Thy Wrath! – 1:41
3. Death Liberator – 6:00
4. Leviathan – 6:25
5. Doomsday Celebrities – 4:21
6. Hate Is the Law – 5:27
7. Valley of Darkness – 6:11
8. Crusade:Zero – 4:29
9. The Omnipresence – 1:02
10. Rise Omega the Consequence! – 5:35
11. Dawn of War – 6:03
12. Black Aura Debris – 1:52

## Formazione
Gruppo
- Adam "ATF Sinner" Buszko - chitarra, voce, basso
- Konrad "Destroyer" Ramotowski - chitarre
- Paweł "Pavulon" Jaroszewicz - batteria